# Semana Trágica de 1920
A Semana Trágica de 1920 foi um movimento cívico na Guatemala, ocorrido na semana de 8 e 14 de abril de 1920, liderado por líderes do Partido Unionista, líderes estudantis e líderes trabalhistas, que lutaram contra o presidente Manuel Estrada Cabrera, quando este se recusou a entregar o poder após a Assembleia Nacional Legislativa o declarar mentalmente incapaz de governar e designar Carlos Herrera y Luna como presidente interino.
Conduziu ao primeiro governo conservador desde o triunfo da Reforma Liberal em 1871, porém a falta de experiência política dos conservadores que haviam se aglutinado no Partido Unionista, a habilidade de vários liberais cabreristas, principalmente de Adrian Vidaurre, para permanecer no governo e a pressão da United Fruit Company para que o novo governo reconhecesse as concessões que tinham sido outorgadas pelo governo de Estrada Cabrera fez o governo Herrera terminar em dezembro de 1921 com um golpe de Estado liderado por José Maria Orellana - ex-chefe de gabinete de Estrada Cabrera e patrocinado pela empresa frutífera.